# Stefan Buhk
Stefan Buhk (* 1962 in Deutschland) ist ein österreichischer Koch.

## Leben
Buhk begann seine Ausbildung zum Koch in Heidelberg, ging aber schon bald nach Frankreich, um seine Ausbildung im Le Jardins in Obersteinbach fortzusetzen und zu beenden. Danach arbeitete er in verschiedenen Restaurants in Luxemburg, Belgien, Liechtenstein und in der Schweiz.
2010 wurde er Küchenchef im Tirolerhof in Waidring, 2012 wurde er Küchenchef im David Zwilling Resort in Abtenau, danach übernahm er von 2013 bis 2018 mit seinem Partner den Alpengasthof Döllerhof in Abtenau. Von 2018 bis 2021 führten Stefan Buhk und sein Partner das Hotel Der Sonnberg in Zell am See. Seit 2021 betreiben die beiden das mehrfach ausgezeichnete Restaurant Assisi Stuben in Großgmain, den Betrieb stellten die beiden Mitte Oktober 2024 ein und übernahmen das Historische Schloss Altdorf in Hallein. Diesen Betrieb führen die beiden nun, seit dem 15. November 2024 unter dem Namen Stefan's im Schlossbauer.
Buhk ist seit vielen Jahren Mitglied der „GreenChefs“ sowie von „Slow Food“ und war lange Mitglied bei „Euro-Toques“. In dem 2016 erschienenen Kochbuch „Österreich kocht“ sind unter anderem Rezepte von ihm.
Buhk kocht eine moderne, bevorzugt regionale und manchmal auch durchaus provokante Küche.

## Privatleben
Buhk lebt mit seinem Partner seit 2003 in einer eingetragenen Lebenspartnerschaft; am 7. März 2023 haben sie die Lebenspartnerschaft vor dem Standesamt Bad Reichenhall in eine Ehe umwandeln lassen und sind nun offiziell verheiratet. Eine der Trauzeuginnen war die australische Dirigentin Jennifer Condon.

## Auszeichnungen
- 2023: 2,5 Hauben Der Große Hotel- und Restaurant Guide[5]
- 2023: 2,5 Schlemmer-Atlas-Kochlöffel für die „Assisi Stuben“[6]

## TV-Auftritte
- 2016: Genuss aus Österreich Folge 4
- 2016: Genuss aus Österreich Folge 10
- 2017 Genuss Tagebuch Nr. 8
- 2021 Genuss Tagebuch Nr. 35
- 2021 ORF2 Salzburg Heute